# Fw 190
Az Fw 190  a Luftwaffe egyik együléses, egymotoros vadászrepülőgépe, és kora egyik legjobb vadásza, amelyet a Focke-Wulf repülőgépgyár fejlesztett ki. 1942 őszétől egészen 1943 végéig a legjobb gép volt kategóriájában még a szövetséges gépek között is, azok csak a háború vége felé előzték meg, de mindvégig a Luftwaffe legkiválóbbja maradt. Ennek ellenére a németek vadászpilótái mégis a Bf 109-est részesítették előnyben. Főként a második világháborúban használták. A háború után a francia és a Szovjet Légierő is használta rövid ideig. 1941-től több mint 20 000 darabot gyártottak belőle, beleértve a körülbelül 6000 darab vadászbombázó változatú gépet is. Német beceneve Würger (magyarul: gébics) az angolszász pilóták Butcher birdnek nevezték.

## Története
1938 tavaszán a Birodalmi Légügyi Minisztérium (RLM) különböző tervezőt kért fel, hogy fejlesszenek ki egy új vadászgépet a Bf 109 (amely Németország légierejének gerincét alkotta) mellé. Akkoriban a Bf 109 rendkívül versenyképes vadászgép volt, de az RLM aggódott, hogy a későbbi külföldi fejlesztések túlszárnyalják. Ezért azt akarták, hogy legyen egy fejlesztés alatt álló gépük.
Kurt Tank két egymáshoz hasonló tervet készített. Mindkettőnek egyszerű törzse volt, és elsősorban a motorban különböztek. Az egyik a Daimler–Benz DB 601 motort használta (ugyanazt, mint a Bf 109), a másik pedig a léghűtéses 18 hengeres BMW 139-es csillagmotort. Abban az időszakban a csillagmotor használatát kerülték Európában nagy homlokfelülete miatt, amiről azt gondolták, hogy túl nagy a légellenállása. Tank erről nem volt meggyőződve, látva a Pratt & Whitney Wasp motorok sikerét. Ezeket az US Navy (Amerikai Haditengerészet) használta, és a gépei áramvonalasak maradtak a hajtómű beszerelése után is. Ahelyett, hogy „nyitva” hagyta volna a géporr elejét, hogy hűtse a hengereket, Tank inkább kis nyílásokat vágott a motorburkolaton, és a nagy méretű légcsavar mögött egy ventilátor szállította a levegőt a motorhoz. A légcsavar tollainak állásszöge változtatható volt.
Meglepetésére a csillagmotoros változatot fogadták el prototípusnak. A döntést jelentősen befolyásolta, hogy a Daimlernek komoly gondot jelentett az is, hogy a meglévő motorokból eleget gyártson. Tank terve nem nyújtotta ugyanazt a teljesítményt, mint egy vízhűtéses "V" motor, de legalább nem volt nagy teher az amúgy is akadozó motorellátásnak. Mivel a 139-essel motorral sorozatos problémák adódtak, ezért a BMW úgy döntött, hogy egyszerűen elölről kezdi a motor fejlesztését. Ennek az eredménye lett a BMW 801 csillagmotor. A motor a repülőgépvezető leterheltségének csökkentésére egy ún. Kommandogerättel volt ellátva (amely egy korai automata motorvezérlő berendezés volt). A kabintetőt repülés közben nehezen lehetett ledobni, ezért vészhelyzetben piropatronnal robbantották le. Próbálkoztak katapultüléssel is, de az akkori technikai színvonal nem tette lehetővé megbízhatóan használható katapult létrehozását.
Az A, B, E, F és G sorozatok kaptak BMW 801-es motort, illetve ennek alváltozatait, a feladatnak megfelelően. A C-t kísérleti jelleggel DB 603-as fordított V hengerelrendezésű motorral szerelték. A D széria és a Tank Ta 152-es modell H változata 12 hengeres fordított "V" elrendezésű Junkers Jumo 213 motortkapott, a Ta 152 C pedig DB 603-ast.

## Aerodinamika
A Focke-Wulf 190-es sebessége nem csak azért volt nagy, mert egy nagy lökettérfogatú motort kapott, hanem azért is, mivel viszonylag kicsi volt a sárkáényszerkezet légellenállása. Victor Bingham, a "Major Piston Aero Engines of World War 2" könyv szerzője szerint a BMW-motoros Fw 190-es légellenállása kisebb volt, mint egy soros-motorral hajtott vadászgép esetében. Ennek több oka is volt. Az egyik főbb ok az volt, hogy a motort gyártó BMW-vállalat hozzáfért szélcsatornákhoz, ahol tovább tudták fejleszteni a motorjaikat. Ez által olyan mértékben csökkenteni tudták a légellenállást, ami egyenértékű volt azzal, mintha a motor teljesítménye 150–200 lóerőt nőtt volna. A szélcsatorna-kísérletek mellett a tervezési elveknek is szerepe volt az alacsony légellenállásban: a motorra a burkolat kivételesen szorosan illeszkedett, ami csökkentette a repülőgép légellenállását. 
A típus nagy sebességhez az is hozzájárult, hogy magas volt a felületi terhelése. A magas felületi terhelés a szerkezeti tömeghez képest viszonylag kisebb szárnyakkal nagyobb sebesség elérését tette lehetővé, ami kisebb légellenállást jelentett. A magas felületi terhelésnek viszont hátrányai is voltak: a kisebb szárnyak kisebb felhajtóerőt termeltek, ami nagyobb átesési sebességet és kisebb szolgálati csúcsmagasságot jelentett. 
A szerkezeti tömeg növekedése miatt az Fw 190-es az A-6-os verziótól kezdve újabb tervezésű szárnyakat kapott, amik nagyobbak, könnyebbek és erősebbek voltak, hogy a beépített fegyverzet és felszerelések tömegét ellensúlyozzák és elférjenek a szárnyakban az újabb fegyverek. 
Az Fw 190-es A sorozatán az A-7 verziótól kezdve széles körben alkalmazták az ETC 501 bombazárakkal. Ezekre szabadesésű légibombákat és 300 literes tüzelőanyag-póttartályokat lehet függeszteni. Az A-8-as verziókat már gyárilag ETC 501-el gyártották. Viszont az ETC 501 a megnövekedett légellenállás révén (magasságtól függően) 12-15 km/h sebesség-veszteséget okozott. 

## Futómű
A 190-es futóműve jelentősen különbözött a tipikus korabeli vadászgépek futóművétől. Ennek az volt az egyik oka, hogy a futóművet elektromos motorokkal mozgatták. 
Emellett a 190-es futóművének a nyomtávja sokkal szélesebb volt, mint a Bf 109-es esetében vagy akár a Supermarine Spitfire esetében. Ez jelentősen biztonságosabbá tette a leszállást a típussal és úgy általában a földi műveleteket. 
Emellett a futóművet sokkal erősebbre tervezték, mint ami a korabeli előírás volt, hogy teret biztosítsanak a repülőgép jövőbeni fejlődésére és ezzel párhuzamosan a tömeg növekedésére. 

## Fegyverzet
A 190-es nullszériáján a fegyverzet még 4 darab 7,92 mm-es géppuskából állt, ami már 1941-ben sem biztosított nagy tűzerőt. 
Ezért a fegyverzet a további verziókkal gyorsan bővült és az A-3-as verzió fegyverzete már 2 darab 7,92 mm-es géppuskából és 4 darab 20 mm-es gépágyúból állt. Űrméret szerint több következő verzión is ez maradt a standard fegyverzet.
A űrméret növekedni az A-7-es verzióval kezdett ismét, amely verzión a motor felé beépített 7,92 mm-es géppuskákat 13 mm-esekre cserélték.
Az A-8-as verzión megjelentek a 30 mm-es gépágyúk. A legnagyobb tűzerejű 190-esek ekkor két darab 13 mm-es géppuskával, két darab 20 mm-es gépágyúval és két darab 30 mm-es gépágyúval rendelkeztek.
Az A-10-es verzión, ami már nem került gyártásba, bevezették volna az MK 103 hosszú csövű 30 mm-es gépágyúkat.

## Hűtés
Az FW 190-es vadászgépek többségét a BMW 801 csillagmotor hajtotta. Ez a motor egy léghűtéses csillagmotor volt, aminek a hűtéséhez a motor és a légcsavar közé beépítettek egy ventilátort. Emiatt a pontosabb megfogalmazás az, hogy a típus kényszerléghűtéses volt. A ventilátor elsősorban felszálláskor illetve a földön való járatáskor (előmelegítés közben) járult hozzá a motor hűtéséhez. Ez azért volt lényeges, mert amennyiben a felszállást egy repülőgéppel nem a megfelelő üzemi hőmérsékleten hajtották végre, akkor károsodhatott a motor, amitől a repülőgép akár le is zuhanhatott. 
Ennek a motornak egy másik innovációja a gyűrűs olajhűtő volt, ami több szempontból is jelentős előrelépés volt. A gyűrűs olajhűtő egyik előnye az aerodinamika volt. Az által, hogy az olajhűtőt a motorburkolat mögé építették be, úgy oldották meg a kenőolaj hűtését, hogy nem növelték a repülőgép frontális keresztmetszetét.
Egy másik jelentős előnye a gyűrűs olajhűtőnek az volt, hogy általa a motor hűtése a földön, álló helyzetben is biztosított volt. Ennek az volt az oka, hogy a légcsavar és a motor közép beépített ventilátor, ami keresztülnyomta a motoron a levegőt, ez által a gyűrűs olajhűtő hűtését is biztosította.
Az olajhűtő elrendezése abban is segítette a motort, hogy induláskor a kenőolaj előbb bemelegedjen.
A ventilátor a gyűrűs olajhűtővel kombinálva így jelentősen hatásosabb hűtést biztosított, mint egy tipikus léghűtéses motor esetében. Ez azért volt lényeges tényező, mivel egy tipikus belsőégésű motor esetében az üzem közben fejlődő hőnek nagyjából a felét a kenőolaj vette fel a motorból, ami miatt pontosabb kifejezés lenne, hogy a típus levegő-olaj hűtéses volt.

## A kipufogógázok tolóereje
Kevésbé ismert tény, hogy a belsőégésű motorok esetében a kipufogógázoknak még jelentős energiatartalma van az után, hogy elhagyják a hengereket. Ennek manapság a legjellemzőbb felhasználása a turbófeltöltő, amikor ezt az energiát a feltöltés fokozására használják fel. 
A repülőgépmotorok esetében viszont ezt máshogyan is fel lehetett használni. A kipufogócsonkok megfelelő kialakításával el lehetett érni, hogy a kipufogógázok révén tolóerőt fejtsenek ki.
Megfelelő módon kihasználva ez igen jelentős volt. A 190-es esetében a BMW-motoros verziókon felszállóteljesítmény esetén a tolóerő 75 kilogramm (735 Newton) volt. Ráadásul ez a tolóerő nagy magasságban a kisebb légnyomás miatt még nagyobb volt, 6 kilométeres magasságban nagyjából 120 kilogramm (1176 Newton) volt.
Emellett a BMW 801 esetében a kipufogógázokat a hűtés fokozására is felhasználták. A BMW 801 esetében azt valósították meg, hogy a kipufogó-rendszert több helyen megcsapolták, hogy a kilépő sugár gyakorlatilag átfújja az átáramló levegőt a motoron belül. Ez növelte a motor hűtéséhez szükséges levegőáramot, ami egy léghűtéses motor, mint a BMW 801 esetében igen jelentős tényező volt.

## Hajtóművek a háború végén: Triebswerkanlage TU és TS
A háború végén a 190-es új hajtóművei a BMW 801 csillagmotor TU és TS verziói voltak. Ezen verziók jelölésében a T jelentése Triebswerkanlage. A Triebswerkanlage azt jelentette, hogy a motor a hozzá csatlakozó egyéb részegységekkel (burkolat, olajhűtő, kipufogó-rendszer, illesztések, stb.) egyetlen modulként fel és leszerelhető volt a 190-es orráról. Ez megkönnyítette a motorcseréket és a karbantartást.
A TU és a TS emellett erősebb páncélozást kaptak az olajhűtőjükre és az olajtartályukra. Az olajhűtő páncélzatának a vastagsága 6 mm-ről 10 mm-re nőtt. Továbbá mindkét verziói fejlettebb olajhűtőt is kapott.
Az előbbiek mellett mindkét verzió új tervezésű légcsavarokat kapott, ami hatékonyabban hajtotta előre a repülőgépet nagy magasságban, ahol ritkább a levegő. Az új légcsavarokból viszont nem jutott minden példányra.
A TU alapvetően a legnagyobb mennyiségben gyártott D-2 verzión alapult, de a hajtómű egyes részegységei (olajhűtő, kipufogó-rendszer, stb.) más BMW 801 fejlesztésekről származott. Míg a 801-es korai verziói csúcsteljesítményen 3 perc alatt túlhevültek, addig a TU verzió már 10 percig bírta csúcsteljesítményen.
A TS  nagyobb áttételt kapott a feltöltő-rendszerének az első sebességére, ami a motort nagyobb magasságra állította be. Emellett a TS feltöltő-rendszerét kiegészítették egy előperdítővel.
A TU felszállóteljesítménye 1730 lóerő volt. A TS felszállóteljesítménye 2000 lóerő, különleges-szükségteljesítménye 2200 lóerő volt.

## Típusváltoztok

### Az első magassági-vadászgép verziók: Fw 190 A3/U7 és A4/U7
1942 folyamán az amerikai légierő elkezdett berepülni a német megszállás alatt álló területek légterébe. Az amerikai bombázógépek nagy magasságban hatoltak be a légtérbe, ahol a 190-es BMW-motorjának gyengült a teljesítménye. Ezért a német légierőnek szüksége volt arra, hogy javuljon a magassági teljesítmény.
A Focke-Wulf vállalat egyik gyakorlatban elkészült reakciója erre a problémára az Fw 190 A3/U7 volt. Ez a 190-es A-sorozatán alapult, de ahhoz képest jelentősen csökkentették a repülőgép tömegét a nagyobb csúcsmagasság érdekében. Emellett az U7-verziókon a BMW-motor nem belülről hanem kívülről szívott, ami nagy magasságban jobb feltöltést eredményezett.
A módosításokat jelentősebb számban az A4/U7 verzión vezették be, de annál a verziónál nem csökkentették tömeget, hanem a külső szívócsonkokat alkalmazták csak. Az A4/U7 verziókat nem gyárilag állították elő, hanem tábori körülmények közötti módosításokkal.
A külső szívócsonkok révén az U7 verziókon jobb volt a feltöltés, ami révén 7000 méter felett a típusnak jobb volt a teljesítménye. Tengerszinten viszont a módosítások 16 km/ó sebesség csökkenést okoztak a megnövekedett légellenállás miatt.
Arról nem állrendelkezésre adat, hogy az U7-módosításokat hány gépen végezték el.

### Fw 190 B
Az RLM kérése a Focke-Wulf elkezdett jobb magassági teljesítményű verziókat fejleszteni a 190-esből. A legelső elkészült fejlesztés az Fw 190 A3/U7 volt, amit a német légügy nem rendelt meg.
Egy másik fejlesztés az Fw 190 B volt. Ebben az esetben a 190-esnek hosszabb szárnyakat, GM-1 teljesítményfokozó-rendszert és túlnyomásos pilótafülkét adtak volna.
A B-sorozat tesztpéldányai 1942 második felében készültek el. A tesztek alapján a túlnyomásos pilótafülke megvalósításával jelentős problémák voltak. 1943 folyamán több tesztpéldánnyal is folytatták a programot.
Az RLM 1943 januárjában megrendelte az előszériát, de még azon év nyarán visszamondták a rendelést, azon az alapon, hogy a B változat nem hozta az előzetes elvárásokat

### Fw 190 D-9
A Luftwaffe tisztában volt az amerikai B-29-es bombázógépek által támasztott fenyegetés által, és azt is tudták, hogy azt a 190-es A verziója nem tudná elfogni. Ezért szükségük volt egy jobb magassági teljesítményű vadászgépre.
A 190-es főmérnöke, Kurt Tank úgy gondolta, hogy a BMW 801-ből nem lehet jobb magassági teljesítményt kihozni. Ezért ő a Daimler-Benz DB 603 alkalmazását javasolta. Viszont a német légügy inkább a Junkers Jumo 213 alkalmazását erőltette, ami később a 190-es D-sorozatának a hajtóműve lett.
A D-9 verzió sorozatgyártása 1944 nyarán kezdődött és az első példányok 1944 augusztusában érték ki az alakulatokhoz. A Luftwaffe pilótái kezdetben gyanakodtak a D-9-esre, mivel úgy gondolták, hogy a Jumo 213 egy bombázómotor. Viszont a tapasztalatokból rájöttek, hogy egy nagyon jó gépről volt szó. A D-9 gyorsabban emelkedett, mint a 190-es fősorozatú verziói és szűkebben is fordult. Egyes pilóták úgy gondolták, hogy a P-51 Mustang-al is képes felvenni a harcot.
A Jumo 213-as alapesetben 1776 lóerőt tudott leadni felszálláskor, de rendelkezésre állt az MW–50 teljesítményfokozó-rendszer, ami révén a típus képes volt 10 percig 2240 lóerőt kifejteni.

### Csatarepülő verziók: Fw 190 F
Az Fw 190-es rendszeresítése után a német légügy csatarepülőgép verziót is akart az Fw 190-esből, hogy az elavult Hs 123-ast és a Stukát kiváltsák vele.
Az F verzió kezdetben ETC 50 bombatartókat kapott. Emellett nagy mértékben megerősítették a páncélzatot, hogy a gép védve legyen a föld felől érkező tűz ellen.
A fejlesztés során jelentős probléma volt, hogy repülőgép tömege jelentősen megnövekedett. Ezért a beépített fegyverzetből két gépágyút eltávolítottak.
A messze legnagyobb mennyiségben gyártott csatarepülőgép verzió az F-8 volt, aminek a gyártása 1944 márciusában kezdődött. Ennek a verziónak a beépített fegyverzete két 13 mm-es géppuskából és két 20 mm-es gépágyúból állt.
A felszerelés nagy része megegyezett az A-8-as verzióval. A késői F-8-asok kisebb mértékben tértek el az A-8-tól, mint a koraiak, a csatarepülőgép verziók szerkezete megegyezett az A-8-asokéval.
Az F-8 egy ETC 501 bombatartóval rendelkezett a törzs alatt, a szárnyak alatt pedig vagy ETC 50 bombatartókkal vagy kisebb ETC 71 bombatartókkal, vagy pedig további ETC 501-esekkel.

### Távolsági támadó verziók: Fw 190 G
Az F verzió gyártásának megkezdése után rögtön megjelent az igény egy az F-nél nagyobb hatótávolságú támadó verzióra.
A nagyobb hatósugár érdekében két darab üzemanyag-póttartályt, a hordozásukhoz szükséges felszereléssel együtt alkalmaztak a szárnyak alatt.
Viszont az extra üzemanyag-mennyiség annyira megnövelte a verzió felszállósúlyát, ami problémát jelentett. Ezért ezt a fegyverzet csökkentésével kompenzálták. A beépített fegyverzetet a A verzión szokásos két géppuskáról és négy gépágyúról mindössze két gépágyúra csökkentették.
A támadó feladatokhoz a verzió a törzs alatt ETC 501 bombatartóval rendelkezett, amivel egy 250 kilogrammos, vagy pedig egy 500 kilogrammos bombát tudott hordozni.
A legutolsó távolsági támadó verzió a G-8 volt, ami a korábban jellemző 500 kilós bomba helyett képes volt egy 1800 kilós bombával felszállni. Ehhez egy speciális bombatartót használt és megerősítették a futóművet.
A késői G-8-as verziók emellett az F-8-hoz hasonlóan kaptak egy pár MG 131 géppuskát a motorburkolatba beépítve.
A G sorozat gyártása 1944 februárjában véget ért. Ez után már a távolsági támadó gépek iránti igényt inkább módosított F-8-asokkal elégítették ki.

## Alkalmazása
Első bevetésére Franciaországban került sor. Az angol pilóták hitetlenkedve figyelték az új repülőt. Nagyobb tűzerővel rendelkezett, mint a Bf 109, jobb volt a stabilitása zuhanásban is, továbbá meredekebben emelkedett más repülőgépeknél, bár a Bf 109-es emelkedősebességét nem érte el. Az angliai csata során igazolta, hogy a Spitfire V-ösnél is jobb gép. Ezt elsősorban jobb manőverezőképességének és erősebb motorjának köszönhette, ráadásul kisebb mérete miatt eleve kisebb célpontot nyújtott, mint más gépek. Óriási előnye volt, hogy nem kellett minden repülési helyzetben újra trimmelni (kiegyensúlyozni), így vezetése kevésbé volt fárasztó.
A keleti frontra 1940 augusztusában érkezett meg a 190 A változata, elsőként az I/JG 51 vadászezred kapott belőlük. Szeptembertől februárig az északi és déli hadseregcsoportot is felszerelték velük, párhuzamosan a Bf 109 legjobb, G változatával. Csakhogy ez egybe esett az La–5 és Jak–9 szovjet vadászok megjelenésével, amelyek a kiváló német vadászok számára is komoly kihívást jelentettek. 1941 júniusától novemberéig a Franciaországban állomásozó JG 26 gépeinek egy része volt Fw 190-es, és kitűnő eredményeket értek el a RAF Circus hadműveletében részt vevő vadászai ellen – még a Spitfire VB ellen is. 1942 áprilistól a másik nyugaton maradt vadászezredet, a JG 2-t is felszerelték Fw 190 A–2-esekkel, pedig nekik addig a Bf 109 addigi legjobb változatai, az F–2 és F–4 állt rendelkezésükre. A Bf 109 G megjelenésével mindkét ezredet újra Bf 109-esekkel látták el, de hamarosan kiderült, hogy a G-változat sem jobb, mint az Fw 190.
Novemberben a szövetségesek észak-afrikai partraszállása miatt a Fliegerführer Afrika II/JG 2 vadászezrede A–4-es változatokat kapott. 1943 januártól áprilisig a II/JG 2 két pilótája, Kurt Bühligen főhadnagy és Erich Rudorffer főhadnagy voltak a legeredményesebbek 40, illetve 26 gép lelövésével.
A háború során egyre erősebb és jobban felfegyverzett változatok készültek, volt torpedóvető és vadászbombázó változata is. Funkcionális változatait leginkább a kurszki csata után alakították ki, amikor a zuhanóbombázók fejlesztése leállt, helyette csatarepülő-egységeket szerveztek. Ezekben vadászbombázókká átalakított Fw 190-esek és gépágyús Hs 129-esek alkották a többséget. A csatarepülők három különböző feladatkört láttak el, ami három különböző felszereltségű változatot igényelt. Ezek az éjszakai, a páncélvadász és a több feladatú csatarepülők. Ettől kezdve a vadászok fedélzeti fegyvereit szinte kizárólag földi célok ellen alkalmazták, légi támogatást csak ritkán teljesítettek. Már csak azért is, mert bombázógépek alig maradtak, amiket védeni kellett volna. Ehelyett az éjszakai csatarepülők az arcvonal mögötti infrastruktúrát támadták, a páncélvadászok – amelyek között korábbi bombázók gépágyús változatai is feltűnnek, mint a Ju 87G és Hs 129 – a páncélozott célokat támadták.
1943 elején a keleti fronton öt repülőszázad Fw 190 A–4-esei – Bf 110 G és Hs 129 B mellett – alkották a csatarepülőegységeket. Ezek a II./ZG 1, 13./JG 5, JG 51, I./SchG 1, II./SchG 1. Az egymotoros vadászok tizennégy alakulatban szolgáltak, ezek vegyesen Fw 190 A és Bf 109 G típusúak voltak. Tankelhárító változat nem volt. Ugyanekkor az Fw 190-ből a Földközi-tenger térségében összesen két alakulat (II./SKG 10, III./SKG 10) néhány vadászbombázója tartózkodott, szicíliai állomáshellyel.
A vadászrepülők száma meredeken zuhant a kurszki csata, a szicíliai partraszállás és a normandiai partraszállás után. 1944-ben a vadászrepülők gyártása kizárólagos prioritást kapott, és megint emelkedni kezdett a számuk. 1944 szeptemberében érte el a maximumot, amikor 1390 darab Fw 190-est állítottak elő. Végül az üzemanyaghiány kényszerítette földre az ekkor nagyon eredményesen működő német vadászrepülőket. 1943 szeptemberében a Harmadik Birodalom 280 000 tonna üzemanyaggal rendelkezett, 1944 áprilisában 574 000 tonnával. Ekkortól a szövetségesek olajipari célokat bombáztak, és az olajtermelés májustól szeptemberig a havi 195 000 tonnáról 7000 tonnára esett vissza.

### 190-esek gyorsbombázóként: Schnellkampfgeschwader 10
1942 és 43 folyamán a Luftwaffe 190-esekkel támadásokat intézett partvidéki brit városok ellen, válaszul a brit bombázó-offenzívára. Ehhez a 190-esek alacsonyan repültek be, hogy ne látszódjanak a radaron. Általában kiscsoportokban támadtak és gépenként egy 250 kilogrammos bombát vittek magukkal.
A feladatra a Luftwaffe felállította a Schnellkampfgeschwader 10 alakulatot, ami 190-esekkel repült. Az alakulat 1942 december 1-én állt fel. 

### A 190-es éjszakai vadászként: Wilde Sau
1943 folyamán a Luftwaffe számára súlyos problémává vált a brit légierő éjszakai bombázó-offenzívája. Ezért a németek minden módszert elkezdtek kipróbálni, hátha beválik.
Az egyik taktikai innováció, amit bevezettek, az a "Wilde Sau" (vad disznó) volt. A Wilde Sau részeként Focke-Wulf 190-eseket éjszakai vadászként alkalmaztak. A taktika lényege az volt, hogy a légvédelem fényszórókkal megvilágította a brit bombázógépeket, amiket így a radarral nem rendelkező 190-esek is el tudtak kapni.
A módszert 1943 júliusában vezették be és hatásosnak bizonyult, számos brit gépet lelőttek vele.A Luftwaffe a taktika alkalmazására felállított egy új alakulatot, a Jagdgeschwader 300-at.
A módszer a legjobb eredményt 1943 augusztus 22/23. éjjelén érte el, amikor egy éjjel alatt 57 brit bombázógépet lőttek le vele.

### A Luftwaffe Sturmgruppe (rohamvadász) alakulatai
1943 folyamán az amerikai légierő egyre súlyosabb támadásokat intézett Németország ellen. Ekkor ugyan még a német légvédelmi lövegek és a Luftwaffe vadászgépei súlyos veszteségeket okoztak az amerikai bombázógépeknek (voltak olyan bevetések, amiken az amerikai gépek 25 százaléka odaveszett), de már ekkor felmerült, hogy fel kellene állítani olyan alakulatokat, amiket az amerikai négymotoros nehézbombázók lelövésére specializálnának.
1943-ban el is indult az első Sturmstaffel (rohamvadász) alakulat felállítása a megfelelő pilóták kiválogatásával és a gépek biztosításával. Ehhez a feladathoz a Focke-Wulf 190-es speciális, Sturmbock verzióját alkalmazták.
A Sturmbock 30 mm vastag páncélüveget kapott a pilótafülke oldalára, hogy az amerikai nehézbombázók védőgéppuskái ne tudják kilőni a pilótákat. Emellett a későbbi Sturmbock-ok már erősebb fegyverzetet is kaptak, mivel a 190-es két 20 mm-es gépágyúját kicserélték két 30 mm-es MK 108 gépágyúra.
Az MK 108 révén a Sturmbock képes volt néhány találattal kilőni egy B-17-est. Viszont a védettség érdekében a típusra pakolt 200 kilogramm extra páncélzat lomhává tette a gépet.
Az első Sturmstaffel alakulat 1944 januárjában érte el a bevethetőséget, amit továbbiak követtek, már Sturmgruppe erősségben.
A Strumgruppe pilóták külön esküt tettek arra, hogy mindent az alakulatra jellemző előírások szerint hajtanak végre, különben elbocsátják őket a rohamvadászoktól. Amennyiben nem volt más lehetőség, úgy nekirepültek az amerikai B-17-eseknek. Amennyiben egy vadászt kilőttek a formációból, úgy azt a sorban következő gyorsan pótolta.
A korai időszakban a rohamvádászok általában jóval több bombázógépet lelőttek, mint amennyi gépet a sajátjaik közül veszítettek. Viszont ahogyan nőtt a kísérővadászok száma, úgy egyre nehezebb lett a dolguk.
A rohamvadászok hátulról közelítették meg a bombázókat és általában 400 méteres távolságból nyitottak tüzet. A 30 mm-es gépágyúkhoz ugyan csak 110 lövedékük volt (55 csövenként), ami egy nagyjából 5 másodpereces sorozatra volt elég, de 3 találat elég volt egy B-17 lelövésére.
A Luftwaffe '44 szeptemberében már 3 Sturmgruppe alakulattal rendelkezett.

### A Magyar Királyi Honvéd Légierő szolgálatában
A Magyar Királyi Honvéd Légierő 1944 októberében kapta első 108 db Fw 190 F–8-as gépét. Ezekkel a 102/1. Pávián zuhanóbombázó-század Ju 87 D–5 gépeit cserélték le. A század Lévay Győző (Lexi) százados parancsnoksága alatt állt. Súlyos harcokat követően karácsonyra elvesztették gépeik felét. 1944 decemberében és 1945 januárjában további 18 gépet adtak át. Ezzel megalakult a 102/2. Puli század és a  109.vadászrepülőgéposztag (Jagdstaffel) is. Január után kaptak még 2×128 gépet, amik részben eredeti német felségjellel repültek, csak a fehér sorszám volt feltüntetve a motorburkolaton. A teljes átvett mennyiség 364 db gép. A gépek a W.501-től W.861-ig tartó számozást kapták.
A háború végén a két század Ausztriában adta meg magát az amerikaiaknak. Megmaradt gépeiket felrobbantották.
A magyar „fókákkal” repülő pilóták a földi kilövések mellett elértek körülbelül másfél tucat légigyőzelmet is. A legsikeresebb talán Róza János szakaszvezető volt, aki 36-38 légigyőzelmet ért el. Az iratanyagok megsemmisültek a háborúban, ezért nem lehet pontosan meghatározni, ki hány győzelmet aratott.

## Technikai adatok

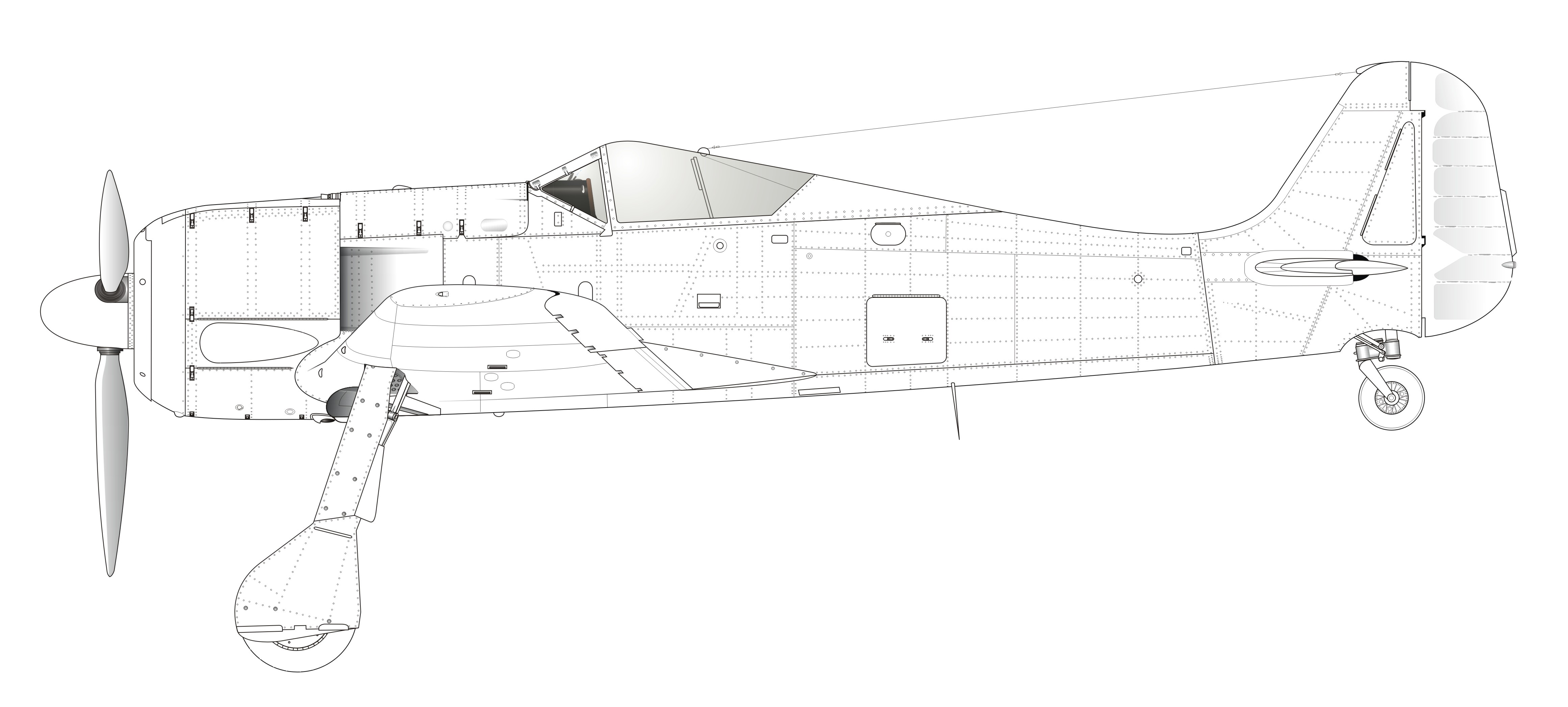
Fw 190 A–0

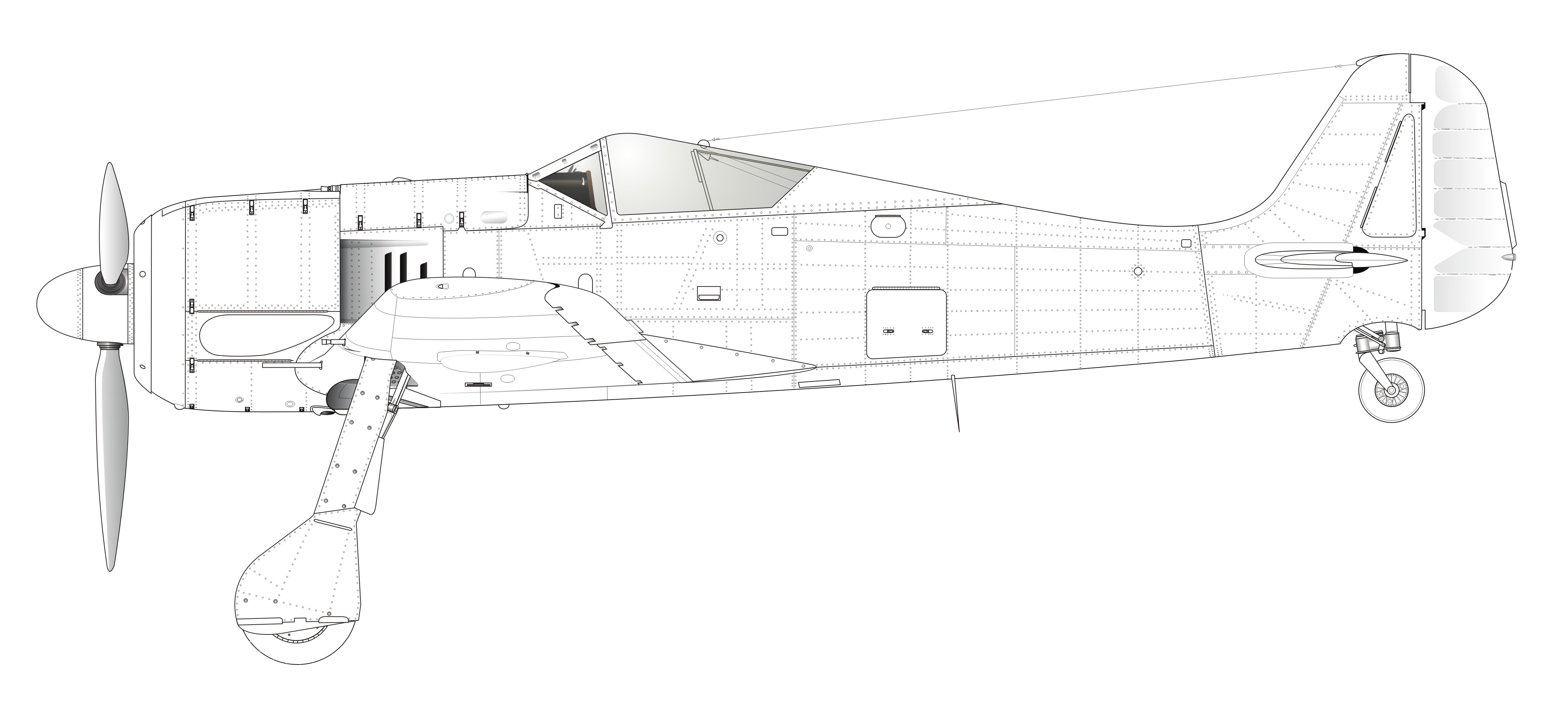
Fw 190 A–3

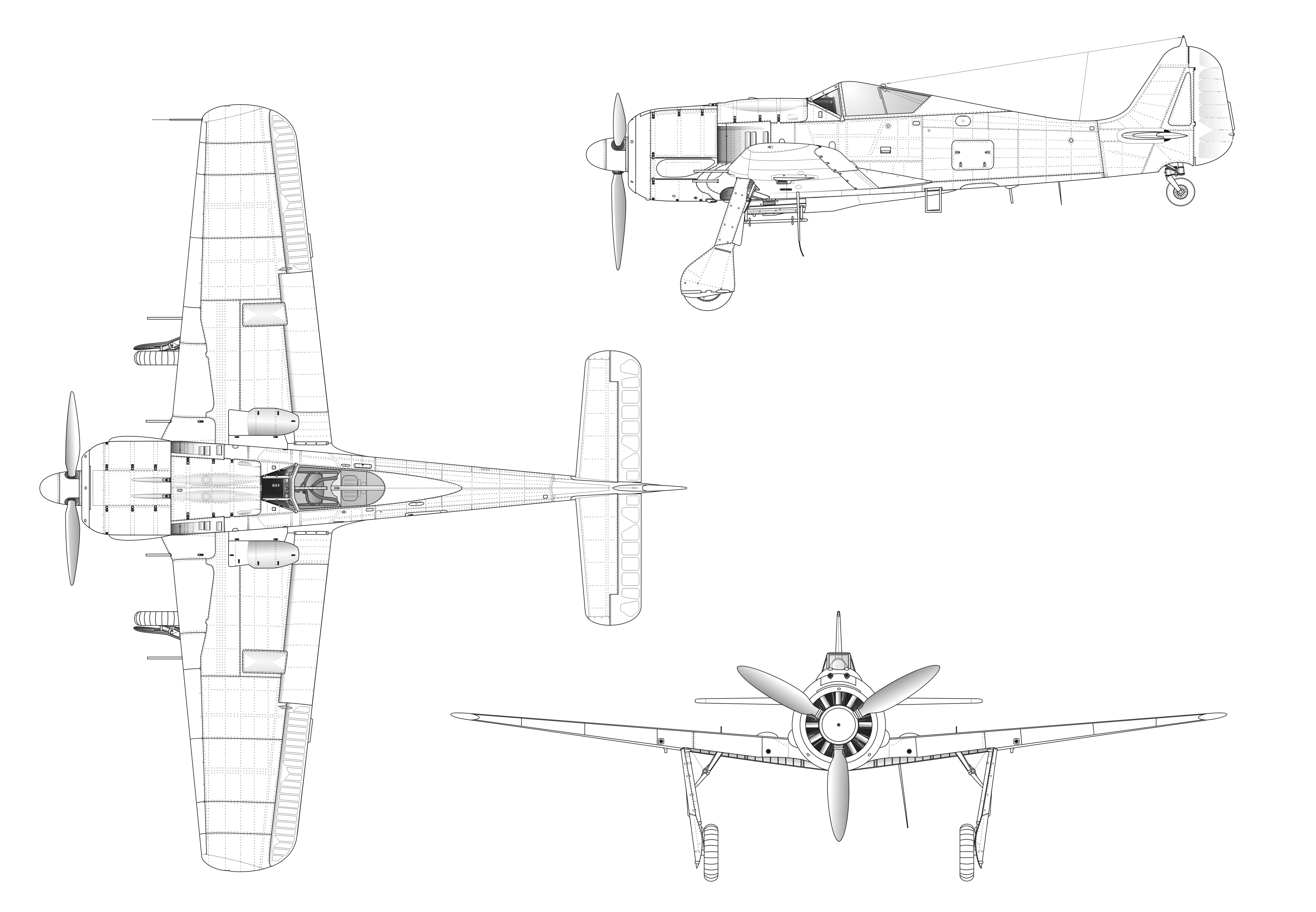
Fw 190 A–8

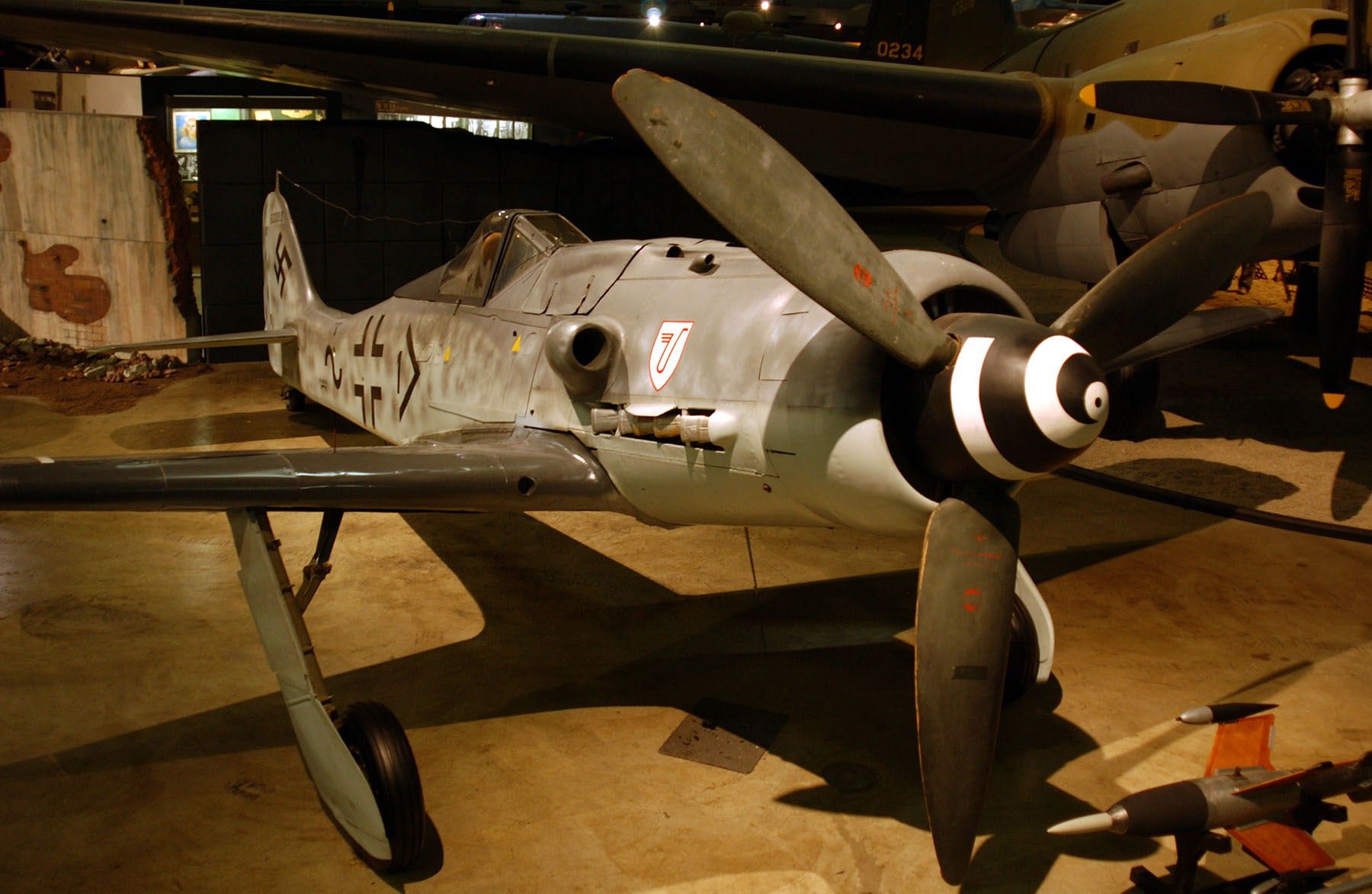
Fw 190 D–9

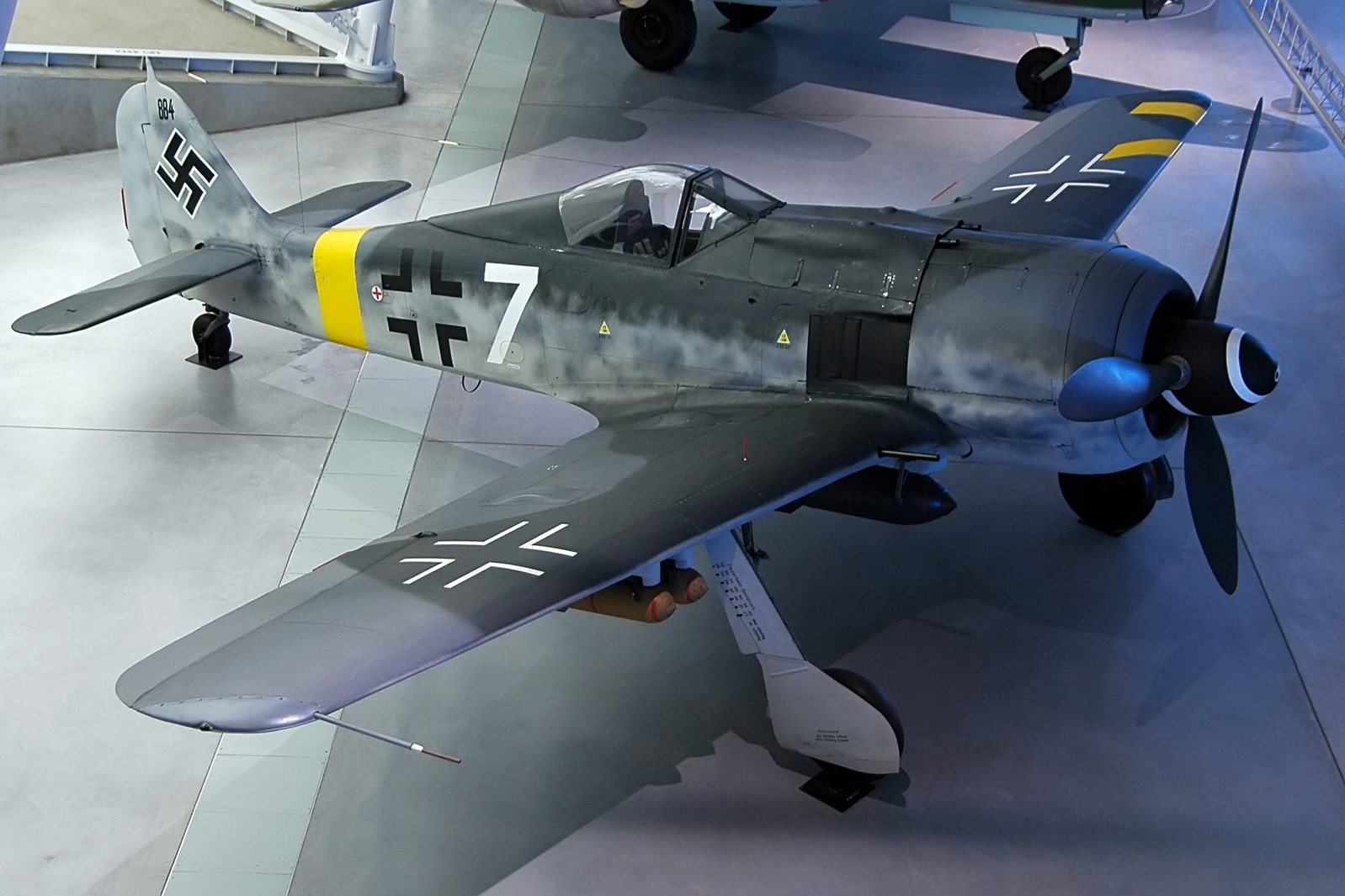
Fw 190 F–8

### Vadászok
FW 190 A-3
- Felszállósúly: 3850 kg
- Szárnyfelület: 18,3 négyzetméter
- Sebesség: 660 km/h

FW 190 A–8
- Hossz: 8,84 m

- Fesztávolság: 10,50 m

- Magasság: 3,95 m
- Legénység: 1 fő
- Motor: BMW 801D-2; 1730 LE felszálláskor; 1980 LE megnövelt szükségteljesítménnyel
- Sebesség: 650 km/h
- Fegyverzet: 4 db 20 mm-es Mauser MG 151/20 gépágyú; 2 db 13 mm-es Rheinmetall Borsig MG 131 géppuska
- Tömeg: 3170 kg (üresen); 4450 kg (maximális felszállótömeg)
- Csúcsmagasság: 10 300 m
- Hatótávolság: 985 km

FW 190 A-9
- Motor: BMW 801TS; 2000 LE felszálláskor; 2200 LE különleges-szükségteljesítménnyel
- Sebesség: 666 km/h szükségteljesítménnyel

FW 190 D–9
- Hossz: 10,19 m
- Fesztávolság: 10,51 m
- Magasság: 3,36 m
- Legénység: 1 fő
- Motor: Junkers Jumo 213A-1; 1776 LE felszálláskor
- Sebesség: 688 km/h (6600 m-en)
- Fegyverzet: 2 db 20 mm-es Mauser MG 151/20 gépágyú; 2 db 13 mm-es Rheinmetall Borsig MG 131 géppuska
- Tömeg: 3490 kg (üresen); 4840 kg (maximális felszállótömeg)
- Csúcsmagasság: 11 280 m
- Hatótávolság: 960 km

### Csatarepülők
FW 190 F–8
- Hossz: 9 m
- Fesztávolság: 10,50 m
- Magasság: 3,95 m
- Legénység: 1 fő
- Motor: BMW 801D-2; 1730 LE felszálláskor
- Sebesség: 520 km/h
- Fegyverzet: 2 db 20 mm-es Mauser MG 151/20 gépágyú; 2 db 13 mm-es Rheinmetall Borsig MG 131 géppuska, 1 db 500 kg + 4 db 50 kg, vagy 1 db 250 kg + 4 db 50 kg, vagy 4 db 50 kg + 4 db 50 kg bomba
- Tömeg: 3323 kg (üresen); 5400 kg (maximális felszállótömeg)
- Csúcsmagasság: 7250 m
- Hatótávolság: 775 km